# Man Down
«Man Down» — пісня барбадоської співачки Ріанни, випущена як четвертий сингл з альбому Loud.

## Трек-лист
- Альбомна версія[1]

1. «Man Down» — 4:27

- Цифрова дистрибуція[2]

1. «Man Down» (Single Version) — 4:27

## Чарти
| Чарт (2011)                               | Найвища позиція |
| ----------------------------------------- | --------------- |
| Бельгія (Ultratop Flanders)               | 3               |
| Бельгія (Ultratop Wallonia)               | 2               |
| Канада (Canadian Hot 100)                 | 63              |
| Чехія (IFPI)                              | 19              |
| Франція (SNEP)                            | 1               |
| Угорщина (Rádiós Top 40)                  | 11              |
| Італія (FIMI)                             | 8               |
| Lebanon (OLT20)                           | 18              |
| Luxembourg Digital Songs (Billboard)      | 10              |
| Нідерланди (Dutch Top 40)                 | 3               |
| Нідерланди (Mega Single Top 100)          | 4               |
| Норвегія (VG-lista)                       | 17              |
| Польща (Polish Airplay Top 100)           | 4               |
| Portugal Digital Songs (Billboard)        | 3               |
| Словаччина (IFPI)                         | 37              |
| Швеція (Sverigetopplistan)                | 31              |
| Швейцарія (Media Control AG)              | 9               |
| Велика Британія (Official Charts Company) | 54              |
| Велика Британія (UK R&B Chart)            | 15              |
| США (Billboard Hot 100)                   | 59              |
| США (Hot R&B/Hip-Hop Songs) (Billboard)   | 9               |
| США (Rhythmic) (Billboard)                | 18              |

| Чарт (2011)                          | Позиція |
| ------------------------------------ | ------- |
| Belgium (Ultratop 50 Flanders)       | 26      |
| Belgium (Ultratop 50 Wallonia)       | 33      |
| France (SNEP)                        | 9       |
| Hungary (Rádiós Top 40)              | 73      |
| Netherlands (Dutch Top 40)           | 16      |
| Netherlands (Single Top 100)         | 24      |
| Sweden (Sverigetopplistan)           | 73      |
| Switzerland (Schweizer Hitparade)    | 50      |
| US Hot R&B/Hip-Hop Songs (Billboard) | 47      |

| Чарт (2012)   | Позиція |
| ------------- | ------- |
| France (SNEP) | 175     |

## Сертифікації
| Регіон | Сертифікація  | Продажі   |
| --- | ------------- | --------- |
| Бельгія (BEA) | Золотий       | 15 000*   |
| Данія (IFPI Denmark) | Золотий       | 45 000    |
| Італія (FIMI) | Платиновий    | 30 000*   |
| Швеція (IFPI Sweden) | 2× Платиновий | 80 000    |
| Швейцарія (IFPI Switzerland) | Золотий       | 15 000^   |
| Велика Британія (BPI) | Золотий       | 400 000   |
| США (RIAA) | 2× Платиновий | 2 000 000 |
| *продажі, що базуються лише на сертифікаціях · ^відвантаження, що базуються лише на сертифікаціях · продажі+прослуховування, що базуються лише на сертифікаціях |               |           |